# Regina Kobryńska
Regina Kobryńska także Regina Kapłan, Regina Kapłan-Kobryńska, właśc. Zofia Cytron bądź Cytryn ps. Masza, Mieczysława, Wala (ur. 15 stycznia 1908 w Łodzi albo 15 lutego 1908 w Białymstoku, zm. 19 października 1978 w Moskwie) – polska działaczka komunistyczna, członek Komsomołu, WKP(b), KPP (KPZB), PPR, w latach 1946–1947 kierownik Wydziału Historii Partii. W latach 1941–1944 oficer (porucznik) Armii Czerwonej i Polskich Sił Zbrojnych w ZSRR.

## Życiorys
Córka Leona (Lwa), to jest Lejba Rachmiela Cytryna (1859–1943), i Zeldy z domu Wolfowskiej (1871–1939). Ojciec pochodził z Suraża w guberni czernichowskiej, a matka z Paddabranki w guberni mohylewskiej. W 1914 rodzina ewakuowała się z Królestwa Polskiego do Moskwy, gdzie Kobryńska ukończyła gimnazjum i kursy linotypistów. Z powodu wyjazdu z kraju w dzieciństwie, słabo znała język polski. Od 1923 członek Komsomołu, była instruktorką moskiewskich komitetów rejonowych tej organizacji. Deputowana rady miejskiej Moskwy. W 1928 była słuchaczką na Uniwersytecie Komunistycznym im. Jakowa Swierdłowa w Moskwie, a w 1929 została przyjęta do WKP(b). W tym okresie pracowała jako linotypistka w redakcji Raboczej Gaziety. Pod koniec lat dwudziestych starała się o wysłanie do Polski. W 1931 skierowano ją do szkoły KPZB, gdzie nauczyła się języka polskiego i białoruskiego, a w 1932 przy pomocy OGPU przewieziono ją na terytorium Polski.
W kraju, będąc członkiem Komitetu Centralnego KPZB, pełniła funkcje sekretarza obwodowego w Wilnie, Białymstoku i Brześciu. Prowadziła wówczas ożywioną działalność polityczną w środowiskach robotniczych i chłopskich, współorganizując wystąpienia miejscowej ludności przeciwko władzom. Z tego powodu była poszukiwana listem gończym. Została aresztowana 31 lipca 1933 w autobusie na linii Brześć – Domaczew jadącym w kierunku Brześcia. Zarzucono jej podżeganie do zbrojnej napaści na posterunek policji w Nowosiółkach (tzw. powstanie poleskie) i postawiono w stan oskarżenia z 8 innymi osobami za „usiłowanie oderwania części państwa polskiego i przyłączenia do Związku Sowieckiego”. Sądzona przez Sąd Doraźny w Brześciu nad Bugiem na sesji wyjazdowej w Kobryniu (proces kobryński). Groziła jej kara śmierci, a prokurator domagał się publicznego powieszenia. Podczas osadzenia w areszcie była torturowana.
3 września 1933, z inicjatywy Stefanii Sempołowskiej i Teodora Duracza, na łamach „Robotnika” opublikowano apel Stowarzyszenia Byłych Więźniów Politycznych o skierowanie sprawy na drogę postępowania zwykłego. Sygnatariusze apelu nie zgadzali się, aby w sprawie o podłożu politycznym karę śmierci orzekał sąd doraźny po kilkudniowym procesie. Podano również w wątpliwość tezę prokuratury, jakoby aresztowana pod koniec lipca Kobryńska miała związek z wydarzeniami w Nowosiółkach z początku sierpnia, podczas gdy zeznania świadków dowodziły, że w tym czasie nie opuszczała miejsca pobytu. Pod apelem podpisali się znani przedstawiciele świata kultury i nauki, m.in. Stanisław Baczyński, Wacław Berent, Helena Boguszewska, Tadeusz Boy-Żeleński, Justyna Budzińska-Tylicka, Stefan Czarnowski, Irena Kosmowska, Irena Krzywicka, Maria Kuncewiczowa, Zofia Nałkowska, Jan Parandowski, Antoni Słonimski, Szczepan Szczeniowski.
Ostatecznie sprawę Kobryńskiej wyłączono do odrębnego postępowania przed sądem zwykłym, a pozostałych oskarżonych skazano na bezterminowe więzienie. W grudniu 1933 Sąd Okręgowy w Pińsku umorzył sprawę jej uczestnictwa w zajściach w Nowosiółkach i równocześnie skazał ją za działalność komunistyczną na 15 lat więzienia. W marcu 1934 Sąd Apelacyjny w Wilnie uchylił wyrok sądu okręgowego i wymierzył oskarżonej karę 10 lat więzienia i pozbawienia praw publicznych na ten sam okres. Karę odbywała w więzieniu w Fordonie, gdzie była członkiem komuny więziennej.
Po wybuchu II wojny światowej wydostała się z więzienia i dotarła do Warszawy. Po kapitulacji miasta znalazła się w Białymstoku. Tam działała w MOPR jako przewodnicząca Komitetu Obwodowego, była także członkiem Białostockiej Rady Obwodowej. Od 1941 w Mińsku, gdzie pracowała jako redaktor publikacji w języku polskim w Państwowym Wydawnictwie BSRR. Po ataku III Rzeszy na ZSRR wycofała się wraz z Armią Czerwoną do RSFSR. W tym czasie była obserwatorem prowadzonej w pośpiechu ewakuacji. Po tych wydarzeniach wysłała poufny raport do Józefa Stalina, w którym bardzo krytycznie opisała postępowanie organów władzy radzieckiej w Białymstoku, Pińsku, Mińsku, Mohylewie, Homlu, Bobrujsku i Słucku (ewakuowanie wyłącznie własnych rodzin, brak komunikacji, ucieczka, pozostawienie mieszkańców bez opieki). Raport Kobryńskiej bezpośrednio obciążał obwodowe organy partyjne i NKWD. Dokument 23 lipca 1941 trafił na biurko Gieorgija Malenkowa, jednak w tym czasie władze ZSRR zdecydowały już, że odpowiedzialność za tę sytuację poniesie wojsko, a nie partia (aresztowano całe dowództwo Frontu Zachodniego, a siedmiu generałów rozstrzelano). 
W 1941 wezwana do Moskwy, gdzie na niecałe dwa lata objęła stanowisko redaktora audycji polskich we Wszechzwiązkowym Radiokomitecie. W maju 1943 została pracownikiem Zarządu Politycznego Frontu Południowo-Zachodniego (późniejszego 3 Frontu Ukraińskiego). Od kwietnia 1944 kierowała Wydziałem Politycznym Polskiego Sztabu Partyzanckiego. Po wyzwoleniu Białegostoku spod okupacji niemieckiej krótko pracowała w tamtejszym Komitecie Wojewódzkim PPR. Następnie na stanowisku zastępcy dyrektora Centralnej Szkoły Partyjnej (1944–1946). Jej zaangażowanie ideologiczne zostało skrytykowane w 1945 na posiedzeniach organów partii przez Władysława Gomułkę i Helenę Kozłowską. Po krytyce odwołana ze stanowiska i wyznaczona do zorganizowania Wydziału Historii Partii, którego była kierownikiem do 1947.
Od września 1947 ponownie w ZSRR, gdzie studiowała na Akademii Nauk Społecznych przy KC KPZR. W grudniu 1948 była gościem na Kongresie Zjednoczeniowym PPS i PPR, wówczas po raz ostatni odwiedziła Polskę. W grudniu 1950, tuż przed obroną pracy dyplomowej, zachorowała psychicznie i nie wróciła już do zdrowia.
Odznaczona Medalem „Za zasługi bojowe”.